# Tournon, Savoie
Tournon, Savoie là một xã thuộc tỉnh Savoie trong vùng Rhône-Alpes ở đông nam nước Pháp.